# 瑪麗亞采爾聖殿

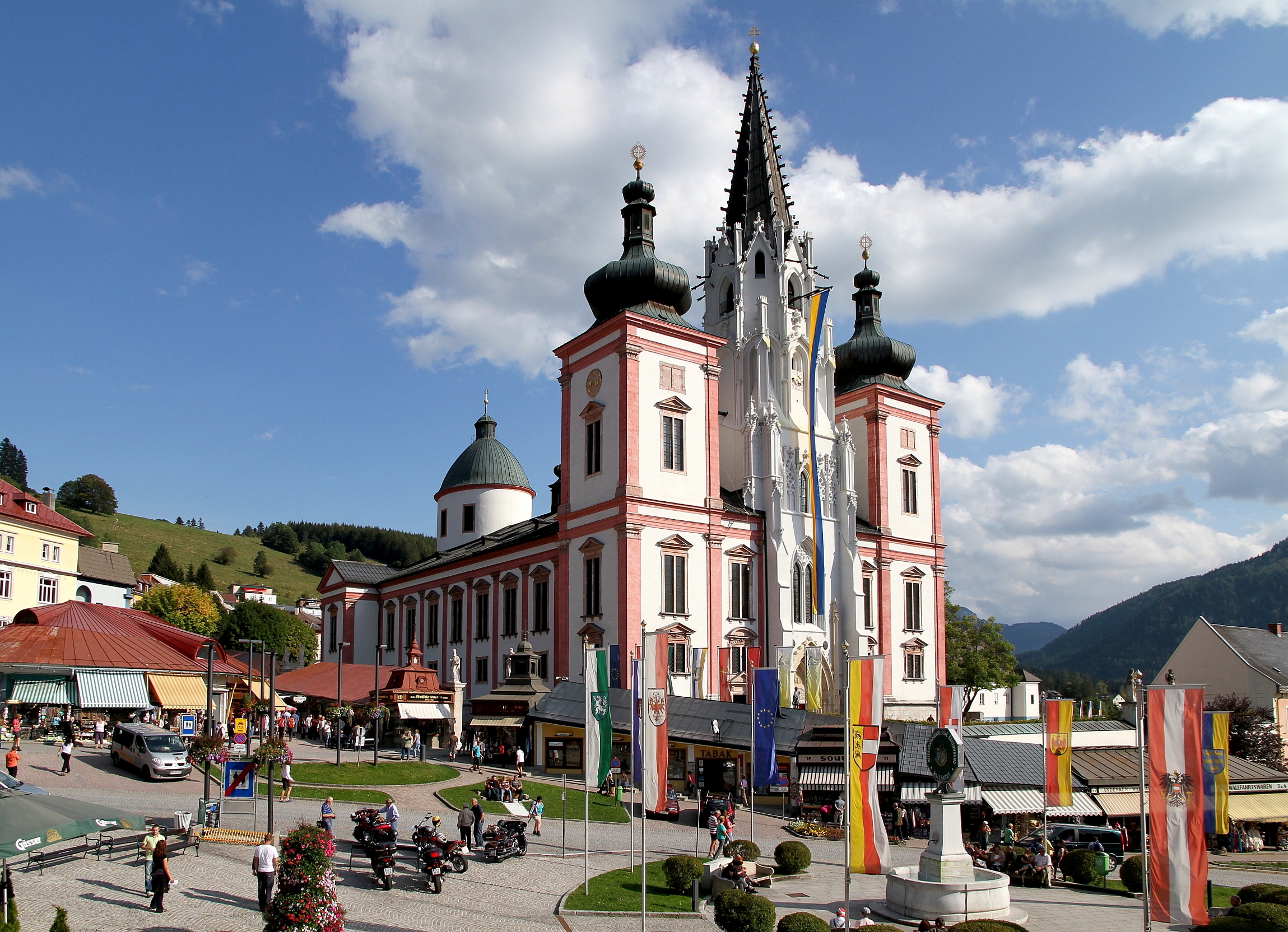

瑪麗亞采爾聖殿（Mariazell Basilica）又名聖母誕辰聖殿（Basilica Mariä Geburt），是奧地利城市瑪麗亞采爾的一座羅馬天主教的教堂。這座教堂是奧地利最重要的朝聖目的地之一，也是歐洲參觀人數最多的教堂之一。

## 重要事件
自1992年開始，教堂進行了修復工程，在2007年竣工。